# Pilea matheuxiana
Pilea matheuxiana är en nässelväxtart som beskrevs av Ignatz Urban och Ekman. Pilea matheuxiana ingår i släktet pileor, och familjen nässelväxter. Inga underarter finns listade i Catalogue of Life.